# Biblioteca Mariana / Instituto Internacional de Pesquisa Mariana
A Marian Library / International Marian Research Institute foi a maneira pela qual a Universidade de Dayton se referiu a duas de suas unidades quando elas foram administradas como uma entidade por alguns anos. Em 2017, as unidades voltaram a ser administradas de forma independente e cada uma tem sua própria presença na Internet (consulte fontes abaixo).
A Biblioteca Mariana foi fundada em 1943 e abriga uma extensa coleção de livros, periódicos, obras de arte, manuscritos, filmes e coisas relacionadas à Bem - aventurada Virgem Maria.  A Biblioteca Mariana está localizada na Biblioteca Roesch, na Universidade de Dayton, e abriga o Instituto Internacional de Pesquisa Mariana (IMRI), um instituto dedicado à Mariologia ou o estudo de Maria.
O Instituto Internacional de Pesquisa Mariana foi fundado em 1975 em parceria com o Marianum, um Instituto Pontifício em Roma, permitindo que os alunos estudassem nos Estados Unidos, em vez de ter que viajar para Roma para concluir seus estudos. Os programas do IMRI incluíam doutorado em teologia sagrada (DST) e licenciatura em teologia sagrada (STL).  O IMRI parou de admitir novos alunos neste programa em 2016 e está encerrando esse programa. Os alunos, no entanto, podem continuar a ganhar créditos para obter um mestrado através do Departamento de Estudos Religiosos da Universidade de Dayton. 
A IMRI também continua produzindo seus Fóruns Marianos,  publicando a revista acadêmica Marian Library Studies  e hospedando Marian Studies and Spirituality, um programa de rádio semanal na Rádio Maria.  